# Crossed (The Walking Dead)
Crossed (No Brasil: Cruzados) é o sétimo episódio da quinta temporada da série de televisão do gênero terror e drama pós-apocalíptico The Walking Dead. Foi escrito por Seth Hoffman e dirigido por Billy Gierhart.
O episódio foi exibido originalmente em 23 de novembro de 2014, no canal AMC, nos Estados Unidos. No Brasil, o episódio foi exibido em 25 de novembro do mesmo ano, no canal Fox Brasil. Crossed é o primeiro episódio na quinta temporada onde todos os personagens principais estão presentes.

## Enredo
Daryl Dixon (Norman Reedus) retorna para a igreja com Noah (Tyler James Williams), informando ao grupo que Beth Greene (Emily Kinney) está no Hospital Grady Memorial, e que Carol Peletier (Melissa McBride foi atropelada e levada para o mesmo hospital. Depois de alguma discussão, Rick Grimes (Andrew Lincoln) decide ir em busca das duas mulheres em Atlanta, acompanhado de Daryl, Noah, Tyreese (Chad Coleman) e Sasha (Sonequa Martin-Green). Michonne (Danai Gurira) se oferece para acompanhá-los, mas Rick a convence a permanecer na igreja com Carl Grimes (Chandler Riggs), o Padre Gabriel (Seth Gilliam) e o bebê Judith. Carl e Michonne fortalecem a igreja colocando madeira nas portas e janelas. Eles dão a Gabriel um facão e tentam ensiná-lo a se defender, mas ele não está disposto a aprender. Ainda traumatizado com a carnificina provocada em sua igreja, Gabriel vai para seu escritório, ergue várias placas de piso, e foge. Na mata, ele defende-se de um zumbi, mas não consegue matá-lo, depois de perceber que o zumbi está usando uma cruz em seu pescoço. Gabriel foge para a floresta.
Enquanto isso, Eugene (Josh McDermitt) ainda está inconsciente e Abraham Ford (Michael Cudlitz) tornou-se não-responsivo. Glenn Rhee (Steven Yeun), Maggie Greene (Lauren Cohan), Tara Chambler (Alanna Masterson) e Rosita Espinosa (Christian Serratos) debatem sobre se devem ou não voltar para a igreja. Glenn, Tara e Rosita saem para encontrar água, enquanto Maggie fica para trás para manter o olhar sobre Eugene e Abraham. Eventualmente, Abraham fala, alegando que ele ainda quer viver. Glenn, Tara e Rosita coletam água e pescam, e Eugene recupera a consciência.
No hospital, Oficial Dawn Lener (Christine Woods) está em uma acalorada discussão com o Oficial O'Donnell, sobre sua incapacidade de encontrar Noah. Beth está atentamente ouvindo discussão. O'Donnell sugere desligar os aparelhos de Carol, por acreditar que ela é uma causa perdida, e mantê-la viva é desperdício de recursos. Beth intervém e defende manter Carol viva, mas Dawn Lener se irrita e instrui O'Donnell a desligar os aparelhos de Carol. Quando O'Donnell vai embora, Dawn Lener confessa a Beth que imaginava que ela era fraca, mas agora sabe que ela é forte. Dawn Lener lhe dá a chave do armário de medicamentos, para que ela possa salvar Carol. Beth, depois, confronta Dr. Edwards (Erik Jensen) e convence-o a dizer o nome do remédio a ser usado para salvar Carol. Beth arma um plano, e com a ajuda de Percy (Marc Gowan), distrai os policiais e rouba o medicamente necessário para salvar Carol.
Enquanto isso, o grupo de Rick chega em Atlanta, e Tyreese propõe que eles atraem alguns oficiais para fora do hospital, capture-os e os troque por Beth e Carol. Noah dispara vários tiros para atrair dois oficiais. Os oficiais Shepherd (Teri Wyble) e Bob Lamson (Maximiliano Hernández) aparecem e pegam Noah, mas eles são encurralados por Rick e os outros e são feitos reféns. Bob Lamson percebe que Rick era um policial. Os dois oficiais escapam brevemente, quando um terceiro policial, Licari (Christopher Matthew Cook) chega em um veículo e os recupera. Entretanto, todos os três policiais são, em última análise, recapturados.
Agora sob custódia, os oficiais insistem que Dawn não vai trocar Beth e Carol por eles, já que ela não gosta deles. Shepherd insiste que se Rick deixá-los ir, eles prometem cuidar de Dawn para eles. Lamson, no entanto, diz-lhes que Dawn acabará por ceder e fazer a troca. Enquanto isso, Sasha ainda está abalada com a morte de Bob, e seu interesse é despertado quando ela descobre que o primeiro nome de Lamson também é Bob. Quando Rick, Tyreese e Daryl deixam de fazer contato com Dawn, Sasha fala com Lamson. Lamson diz a Sasha que seu parceiro, que foi morto nos atentados, voltou como um zumbi, mas ele nunca teve a chance de matá-lo e livrá-lo de sua condição. Sasha se oferece para ajudar Lamson a levar seu parceiro para o descanso, e Lamson orienta-a a um local em que ela pode disparar a partir. Quando ela faz pontaria com seu rifle, Lamson derruba-a e foge.

## Recepção

### Crítica
O episódio recebeu críticas positivas e negativas dos críticos. Matt Fowler, do IGN, classificou-o com uma nota 8.2, dizendo que o episódio "teve alguns momentos intensos, legais". Tim Surette, da TV.com, em uma revisão mista, escreveu: "O penúltimo episódio da primeira metade da 5ª temporada, "Cruzados", não foi um episódio ruim, mas salta imediatamente à frente do título de pior. Não, espere, isso soa ruim, então vamos dizer que o episódio "menos bom" da 5ª Temporada até agora". No entanto, o revisor também afirmou que o episódio "foi definindo adequadamente as coisas para o Mid-Season finale. Zack handlen, do The A.V Club, deu ao episódio uma nota "B +", afirmando que "em suma, The Walking Dead ficou melhor equilibrando a esperança contra o desespero".

### Audiência
Após a exibição, o episódio foi assistido por 13.330 mil espectadores americanos com uma classificação de 7,0 pontos entre o público de 18 a 49 anos de idade, uma diminuição na audiência em relação à semana anterior, que teve 14,07 milhões de espectadores e uma classificação de 7,3 pontos entre o público na mesma faixa etária.
Na Austrália, recebeu 0,101 milhões de espectadores, tornando-se o programa de transmissão a cabo de maior audiência naquele dia.